# Escala F
Escala F é um teste psicológico criado em 1947 por Theodor W. Adorno, Else Frenkel-Brunswik, Daniel Levinson e Nevitt Sanford. O F se refere a  fascismo; assim, o teste tem o objetivo de mensurar a personalidade autoritária do indivíduo.
A Escala F mensura as respostas a vários diferentes componentes do autoritarismo, como a forte adesão a convenções, submissão ao autoritarismo, agressão autoritária, oposição ao subjetivo, superstição e estereotipação, afirmação exagerada de força e resistência, destrutividade, cinismo, hostilidade, projeção de impulsos e preocupação exagerada com sexo.
É uma espécie de teste indireto que garante que o resultado não seja devido a respostas falsas do indivíduo; Isso é possível porque o propósito da medição e a atitude a ser medida são inicialmente ocultados dos participantes. A escala F tem duas finalidades principais: visa medir preconceitos e tendências antidemocráticas no nível da personalidade, geralmente definidos pelo autoritarismo.
A escala examina especificamente as seguintes dimensões de personalidade:
- Convencionalismo: conformidade com as normas e valores sociais tradicionais da classe média;
- Submissão autoritária: uma noção passiva em relação à adesão às normas e valores convencionais;
- Agressão autoritária: punir e condenar pessoas que não aderem aos valores convencionais;
- Religião e ética;
- Superstição
- Poder e "tenacidade";
- Anti-intracepção, isto é, "rejeição de toda interioridade, do subjetivo, do imaginativo, do terno e da autocrítica"

A escala tem atraído muitas críticas, pois é ideológica e associa processos sociais a características de personalidade. As críticas à escala F incluem sua sensibilidade aos respondentes com estilos de resposta aquiescentes porque ela é redigida de forma que a concordância sempre indica uma resposta autoritária. Uma série de escalas relacionadas, como a Escala de Conservadorismo de Wilson-Patterson e a escala F balanceada, foram criadas na tentativa de corrigir as deficiências da escala F.